# 120 dni Sodomy czyli szkoła libertynizmu
120 dni Sodomy czyli szkoła libertynizmu (Les cent vingt journées de Sodome ou l'École du libertinage) – powieść markiza de Sade'a. Jej do dziś zachowana forma została ukończona 27 listopada 1785, kiedy autor odbywał karę w Bastylii. W czasie szturmu paryżan na Bastylię 14 lipca 1789 roku „Sto dwadzieścia dni Sodomy, czyli szkoła libertynizmu” dostała się w ręce jednego z plądrujących Bastylię: Arnouxa de Saint-Maximima, który następnie ofiarował go markizowi de Villenevue-Trans, którego rodzina przechowywała rękopis przez trzy pokolenia. W 1900 r. manuskrypt zakupił anonimowy niemiecki bibliofil, wywiózł go do Berlina i przez 30 lat przechowywał w futerale w kształcie fallusa. W tym samym roku opublikował go seksuolog Iwan Bloch i udostępnił hermetycznemu gronu naukowców. Sade nie wiedział, że dzieło jego życia przetrwało. Sądził, że zaginęło bezpowrotnie i zrozpaczony starał się odzyskać swoją ideę pisząc kolejne swoje słynne dzieła „wyklęte”, np. trzy wersje „Justyny...”, „Juliette”, „Alina i Valcour...”. W liście do przyjaciela napisał słynne zdanie: „Można odkupić stoły i krzesła, ale nie można odzyskać idei!”. Lata spędzone w Charenton zaowocowały również wieloma dziełami „komercyjnymi”, pisanymi dla zarobku, które pokazują jego talent i kunszt pisarski.
Powieść ta jest powszechnie uważana za jedno z najbardziej drastycznych i graficznych dzieł literackich w historii. Zawiera szczegółowe opisy wynaturzonych aktów seksualnych, tortur i morderstw popełnianych na dzieciach, nastolatkach i kobietach. Jej wydawanie i rozpowszechnianie wśród szerokiego grona odbiorców było we Francji i w wielu krajach zakazane do lat 60. XX wieku.

## Treść książki[3]
Akcja utworu rozgrywa się w odciętym od świata zamku Silling, poza granicami Francji, u schyłku panowania króla Ludwika XIV. Czworo bogatych libertynów w towarzystwie 42 osób przez cztery miesiące oddaje się orgiom seksualnym – dozwolona jest każda sodomia i tylko sodomia (czyli wszystkie praktyki seksualne potępiane przez Kościół katolicki). Wśród opisanych w książce praktyk seksualnych znajdują się m.in.: gwałt, kazirodztwo, koprofilia, pedofilia, sadomasochizm, zoofilia i świętokradztwo (bezczeszczenie katolickich sakramentów w celach seksualnych).
Dzieło podzielone jest na cztery części, z których każda opisuje jeden miesiąc pobytu na zamku. Funkcję narratorek pełnią prostytutki: Duclos, Champville, Martaine i Desgranges, przy czym każda w ciągu jednego miesiąca ma za zadanie opowiedzieć 150 płomiennych opowieści ze swojego życia. Jeżeli któraś szczególnie przypadnie do gustu libertynom, każą natychmiast ją zrealizować.

## Odbiór
Po jej odkryciu i pierwszym opublikowaniu powieść wzbudziła międzynarodowy skandal obyczajowy, w wyniku czego obłożono ją cenzurą wydawniczą we Francji i większości innych krajów. W późniejszym okresie, po zniesieniu cenzury i po umożliwieniu jej wydawania, zebrała ona mieszane opinie krytyków literackich: jedni chwalili powieść za oryginalną formę, uznając ją za pierwszy w historii tak dokładny katalog różnych dewiacji seksualnych oraz chwaląc filozoficzne refleksje zawarte w książce; inni natomiast uznali powieść za nużącą, skrajnie pornograficzną i obrzydliwą oraz mającą nijaką wartość literacką.

## W kulturze
Film Luisa Buñuela Złoty wiek w końcowej części zawiera cytat filmowy do dzieła de Sade'a.
Powieść zainspirowała Piera Paolo Pasoliniego do zrealizowania w 1975 r. filmu Salò, czyli 120 dni Sodomy.